# Itsuki Yanai
Itsuki Yanai (Japans: 柳井 伊都岐, Yanai Itsuki) (Okayama, 1950 – ?, 3 mei 2009) was een Japans kunstschilder.
Yanai studeerde schilderkunst aan de kunstacademie van Tokio en van Kioto in 1969-1974 en ondernam vervolgens studiereizen om de westerse schilderkunst uit de 15de en 16de eeuw te bestuderen, in het bijzonder, het Isenheimaltaar van Matthias Grünewald in Colmar. In 1978 vestigde hij zich in Colmar voor wat zijn levenswerk zou worden, de reconstructie van het bekende retabel met de technieken en de middelen uit de tijd van Grünewald. Yanai was ook lesgever onder meer in München en voor restauratietechnieken aan het Louvre. Daarnaast was hij ook bekend voor zijn tekeningen en schilderijen van vrouwen en een reeks werken geïnspireerd op Les fleurs du mal van Baudelaire.
- Gemeinsame Normdatei: 1177954702
- RKD-Nederlands Instituut voor Kunstgeschiedenis: 474745
- Virtual International Authority File: 5409155044784672520003